# Pädagogische Hochschule Aichi

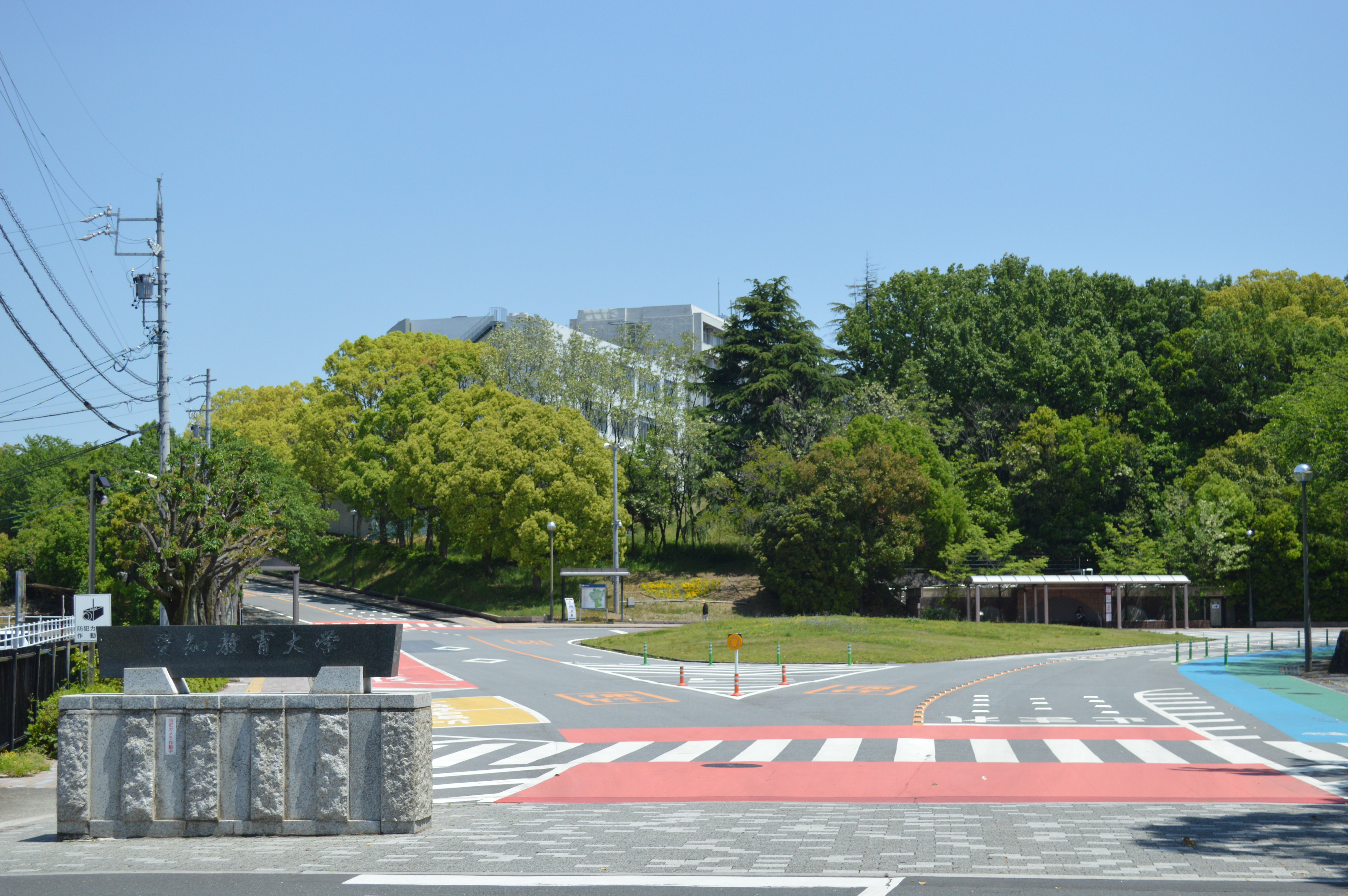
Haupttor

Die Pädagogische Hochschule Aichi (jap. 愛知教育大学, Aichi kyōiku daigaku; engl. Aichi University of Education, kurz: Aikyōdai (愛教大)) ist eine staatliche pädagogische Hochschule in Japan. Sie liegt in Kariya in der Präfektur Aichi.

## Geschichte
Die Hochschule wurde 1949 durch den Zusammenschluss der drei staatlichen Normalschulen gegründet. Die drei waren:
- die Erste Normalschule Aichi (愛知第一師範学校, Aichi dai-ichi shihan gakkō, in Nagoya, gegründet 1873),
- die Zweite Normalschule Aichi (愛知第二師範学校, Aichi dai-ni shihan gakkō, in Toyokawa, gegründet 1899), und
- die Jugend-Normalschule Aichi (愛知青年師範学校, Aichi seinen shihan gakkō, in Anjō, gegründet 1918).

### Erste Normalschule Aichi
Die Erste Normalschule Aichi wurde 1873 in Nagoya als präfekturale Lehrerbildungsanstalt gegründet. Mit den Jahren benannte sie sich einige Mal um; 1899 wurde sie in Präfekturale Erste Normalschule Aichi (愛知県第一師範学校, Aichi-ken dai-ichi shihan gakkō) umbenannt. 1912 entwickelte die Abteilung für Frauen sich zur Präfekturalen Frauen-Normalschule Aichi. 1943 wurden die Männer- und Frauen-Normalschulen zur staatlichen Ersten Normalschule Aichi zusammengelegt.

### Zweite Normalschule Aichi
Die Zweite Normalschule Aichi wurde 1899 in Okazaki als Präfekturale Zweite Normalschule Aichi gegründet. 1923 wurde sie in Präfekurale Normalschule Okazaki (愛知県岡崎師範学校, Aichi-ken Okazaki shihan gakkō) umbenannt. 1943 wurde sie zur staatlichen Zweiten Normalschule Aichi erhoben. Im Juli 1945, während des Pazifikkriegs, wurden die Schulgebäude der Männer-Abteilung zerstört; die Männer-Abteilung zog nach Toyokawa, in eine ehemalige Militärbasis, um.

### Jugend-Normalschule Aichi
Die Jugend-Normalschule wurde 1918 als präfekturale Lehranstalt zur Ausbildung von Landwirtschaftslehrern gegründet. 1935 wurde sie eine Ausbildungsanstalt der Lehrer an den Jugendschulen. 1944 wurde sie zur staatlichen Jugend-Normalschule Aichi erhoben.

### Pädagogische Hochschule Aichi
Die Hochschule wurde als Hochschule für Liberal Arts Aichi (愛知学芸大学, Aichi gakugei daigaku) eröffnet. Sie hatte zuerst drei Zweigcampusse in Nagoya, Toyokawa (ab 1950 Okazaki) und Anjō (1952 geschlossen). 1966 wurde sie in Pädagogische Hochschule Aichi umbenannt. 1970 wurde der heutige Campus in Kariya neu eröffnet und die Campusse in Nagoya und Okazaki aufgegeben. Seit 1977 werden Masterstudiengänge angeboten, seit 2012 hat die Hochschule das Promotionsrecht (letzteres nur in Kooperation mit der Universität Shizuoka). Neben den Lehramtsstudiengängen werden seit 1987 auch Studiengänge für Moderne Liberal Arts und Wissenschaften angeboten.
Die PH Aichi hat sechs angegliederte Schulen (Grundschule und Mittelschule in Nagoya, Grundschule, Mittelschule und Sonderschule in Okazaki, Oberschule in Kariya) sowie einen Kindergarten in Nagoya.

## Fakultäten
- Fakultät für Pädagogik
  - Studiengang für Grundschullehrerausbildung
  - Studiengang für Mittelschullehrerausbildung
  - Studiengang für Sonderschullehrerausbildung
  - Studiengang für Schulkrankenpflegerausbildung
  - Studiengang für Moderne Liberal Arts und Wissenschaften

## Partnerschaften
Die Pädagogische Hochschule Aichi unterhält derzeit (2014) internationale Partnerschaften mit 20 Hochschulen in Asien, Europa und Amerika. Im deutschsprachigen Raum existiert seit 2006 eine Partnerschaft mit der Pädagogischen Hochschule Freiburg.

## Persönlichkeiten
- Ichikawa Fusae, Frauenrechtlerin und Abgeordnete im Oberhaus 1953–1981 (Absolventin der Frauen-Normalschule, ca. 1914)
- Takehisa Matsubara, 1997–2009 Bürgermeister von Nagoya (Abschluss 1960)
- Tatsuya Egawa, Mangazeichner (Abschluss 1983)
- Akio Toyoda, seit 2009 CEO von Toyota (Absolvent der Mittelschule Nagoya der PH Aichi)
- Aya Yoshida, Organistin (Absolventin der Mittelschule Nagoya der PH Aichi)